# Araneus rotundicornis
Araneus rotundicornis är en spindelart som beskrevs av Takeo Yaginuma 1972. Araneus rotundicornis ingår i släktet Araneus och familjen hjulspindlar. Inga underarter finns listade i Catalogue of Life.